# Cyclopinoides schulzi
Cyclopinoides schulzi är en kräftdjursart som beskrevs av Herbst 1964. Cyclopinoides schulzi ingår i släktet Cyclopinoides och familjen Cyclopinidae. Inga underarter finns listade i Catalogue of Life.